# Josip Doljak
Josip Doljak (29. května 1820 Grgar – 29. května 1861 Terst) byl rakouský politik slovinské národnosti, během revolučního roku 1848 poslanec rakouského Říšského sněmu.

## Biografie
Vystudoval práva a na působil v Miláně a od roku 1858 v Terstu jako zemský rada. Byl předsedou gorického slovanského čtenářského spolku.
Během revolučního roku 1848 se výrazně zapojil do politického dění. V celostátních volbách roku 1848 byl zvolen na rakouský ústavodárný Říšský sněm. Zastupoval volební obvod Gorice-okolí. Uvádí se jako auskultant zemského soudu. Náležel mezi slovinské národně orientované poslance. Patřil mezi aktivní slovinské poslance. Vyjadřoval se k návrhu Hanse Kudlicha na zrušení poddanství, odmítal přijetí maďarské deputace vídeňským Říšským sněmem. Rezignoval 5. listopadu 1848 a stáhl se z politického života. V seznamu poslanců z ledna 1849 již nefiguruje. Do parlamentu místo něj usedl Josip Černe, bratr Antona Černeho.
Jeho dcerou byla spisovatelka Pavlina Pajk.